# Ludovic Mendes
Pour les articles homonymes, voir Mendes.
Ludovic Mendes, né le 11 avril 1987 à Metz en Lorraine, est un homme politique français.
Membre du Parti socialiste puis de La République en marche, il est élu député dans la deuxième circonscription de la Moselle lors des élections législatives de 2017.

## Biographie

### Jeunesse et parcours professionnel
Issu d'une famille d'ouvriers, Ludovic Mendes a grandi à Metz dans le quartier de Borny. Il suit ses études à Metz avant d'exercer le métier de responsable commercial à Metz, Lille, Lyon et Paris[réf. nécessaire].
En mai 2012, il crée à Metz-Borny la société ENIDD spécialisée dans le nettoyage dont il est le gérant. Peu après l'attentat contre Charlie Hebdo, il crée en février 2015 une association dénommée Avenir ensemble,.
À quelques jours du premier tour des élections législatives de 2017, la presse révèle que Ludovic Mendes aurait « fait preuve de négligence dans la gestion de ses affaires » en cédant le fonds de commerce de sa société en mars 2015, alors que celle-ci avait un passif social et fiscal de 168 000 euros. La liquidation judiciaire a été prononcée à l'encontre de la société ENIDD le 7 décembre 2016 à la demande de l'URSSAF. Le candidat se défend en indiquant que « le chiffre de 168 000 euros de passif avancé dans le jugement est une taxation d'office qui ne correspond en aucun cas aux sommes dont la société est redevable ». Le 12 février 2019, le tribunal de grande instance de Metz prononce « une interdiction d’administrer, de gérer ou de contrôler une entreprise ou une société. Mesure de faillite personnelle de deux ans. »,. Ludovic Mendes fait appel de cette décision. Le 15 octobre 2020, la cour d'appel confirme la condamnation à 2 ans d’interdiction de gérer une entreprise. Ludovic  Mendes annonce se pourvoir en cassation,.
La Cour de cassation a rejeté le 27 mars 2024 un pourvoi du député Ludovic Mendes (LREM) qui contestait sa condamnation à la suite de la faillite de son entreprise de nettoyage industriel, la SARL Ennid.

### Parcours politique

#### Débuts au Parti socialiste
Il s'engage en 2009 au Mouvement des jeunes socialistes puis milite au Parti socialiste. À la primaire de 2012, il soutient Martine Aubry. À l'issue du congrès de Toulouse de 2012, il siège au conseil fédéral de Moselle et au bureau de la section de Metz au titre de la motion 3 Maintenant la gauche (aile gauche du Parti socialiste). Aux élections municipales de 2014, il est candidat à Châtel-Saint-Germain (57) sur la liste d'opposition Un nouveau souffle pour Châtel mais n'est pas élu.
D'octobre à décembre 2015, il participe à la campagne de Jean-Pierre Masseret comme permanent du Parti socialiste.

#### Député LREM
Début 2016, il rejoint le collectif Les Jeunes avec Macron dont il devient le référent pour le département de la Moselle.
Désigné le 11 mai 2017 comme candidat La République En Marche ! dans la 2e circonscription de la Moselle pour les élections législatives 2017, il est exclu du Parti socialiste.
Il arrive nettement en tête au premier tour des élections législatives avec 33,60 % des voix contre 18,33 % des voix pour le candidat Les Républicains. Le 18 juin 2017, il est élu député de la deuxième circonscription de la Moselle (Metz II) avec 52,40 %.
À l'Assemblée nationale, Ludovic Mendes est membre de la commission des Lois.
Considéré comme faisant partie de l’aile gauche de la macronie,, il prône, selon ses termes, « une laïcité libérale ». Il est, au sein du groupe LREM, l'un des trois animateurs du Groupe d’action politique (GAP) consacré à la laïcité.
Avec d'autres députés LREM, il demande la création d’une mission d’information parlementaire sur le développement de la filière chanvre et propose, si cette demande n'aboutit pas, la mise en place d'un groupe de travail sur le sujet. Le 11 juillet 2019, l'Assemblée nationale a annoncé la création d'une mission d'information parlementaire sur les usages du cannabis, afin d'«éclairer le débat public dans un temps long». Cette mission d'information d'une durée de un an a pour but de proposer un état des lieux et d'explorer les enjeux liés aux différents usages du cannabis (thérapeutique, bien-être et récréatif) et à la filière du chanvre. Ludovic Mendes en est le rapporteur thématique sur le volet cannabis « bien-être ».
Le 19 juin 2022, Ludovic Mendes est réélu député de la deuxième circonscription de la Moselle lors des élections législatives.
Le 7 juillet 2024, Ludovic Mendes est réélu député, à la suite des élections législatives anticipées provoquées par la dissolution de l'Assemblée nationale décidé par le président de la République Emmanuel Macron.
En septembre 2024, Ludovic Mendes critique les gages donnés par le gouvernement de Michel Barnier au Rassemblement national de Marine Le Pen et menace de rejoindre l'opposition.